# Mycterus scaber
Mycterus scaber is een keversoort uit de familie Mycteridae. De wetenschappelijke naam van de soort is voor het eerst geldig gepubliceerd in 1843 door Haldeman.